# پایانه (الکترونیک)
پایانه یا ترمینال در الکترونیک (به انگلیسی: Terminal) آن نقطه که در آن امتداد یک رسانا متصل به یک قطعهٔ الکتریکی، یا دستگاه، یا شبکه به پایان می‌رسد که از آن برای اتصال با مدارهای خارجی استفاده می‌شود. پایانه می‌تواند یک سیم ساده با کانکتور یا بست یا سرسیم، یا به‌صورت فیش و مادگی باشد که امکان اتصال به مدارهای خارجی را فراهم می‌کند.
در تحلیل شبکه، ترمینال به‌معنای نقطه‌ای است که در آن اتصال‌ها می‌توانند به صورت نظری در یک شبکه در نظر گرفته شوند و لزوماً به هیچ جسم واقعی فیزیکی اشاره نمی‌کنند. در این زمینه، به ویژه در اسناد قدیمی‌تر، گاهی چنین پایانه‌ای یک «قطب» نامیده می‌شود.